# Eastside Ryders
Eastside Ryders to wydany w 2001 roku singel amerykańskiej grupy hip-hopowej Ruff Ryders. Pochodzi z albumu "Ryde or Die Vol. 3". Występują na nim Styles P (tu jako Holiday Styles) i Tha Eastsidaz. Podkład został wykonany przez A Kid Called Roots.
Na podkładzie tego utworu rapował również Drag-On we freestyle'u z płyty "Ruff Ryders Presents – Drag-On".

## Występujący
W zwrotkach kolejno występują: Tray Dee, Styles P i Goldie Loc. W refrenie można usłyszeć głównie Traya Dee.

## Lista utworów
1. "Eastside Ryders" (Radio Edit)
2. "Eastside Ryders" (Instrumental)
3. "Eastside Ryders" (LP Version)